# Im Zeichen der Vier (Zeichentrickfilm)
Im Zeichen der Vier (englischer Originaltitel: Sherlock Holmes and the Sign of Four) ist eine australische Zeichentrickfilm-Adaption des Kriminalromans Das Zeichen der Vier von Arthur Conan Doyle.

## Handlung
Die Handlung entspricht in weiten Teilen der literarischen Vorlage:
Manche Teile der Handlung und manche Nebenfiguren wurden jedoch gestrichen, zum einen aufgrund der begrenzten Länge, zum anderen wegen der jungen Zielgruppe des Films.

## Produktion
Der Film wurde von Burbank Films Australia (heutiger Name: Burbank Animation Studios) produziert und am 13. Januar 1983 veröffentlicht. Im gleichen Jahr produzierte das Studio noch drei weitere Sherlock-Holmes-Trickfilmadaptionen. In Deutschland erschienen 2021 bei Pidax Film alle vier Filme zusammen als Sherlock Holmes Trickfilm Collection auf DVD.

## Synchronisation
Der Synchronsprecher für Sherlock Holmes war Peter O’Toole, Dr. Watson wurde von Earle Cross gesprochen. Weitere Stimmen waren Ron Haddrick, Lynn Rainbow, Robin Stewart und Ross Higgins. An der deutschen Fassung waren folgende Sprecher beteiligt:
| Rolle                   | Synchronsprecher       |
| ----------------------- | ---------------------- |
| Sherlock Holmes         | Horst Stark            |
| Dr. Watson              | Friedrich Schoenfelder |
| Inder #1                | Peter Heinrich         |
| Inder #2                | Utz Richter            |
| Inspektor Jones         | Lothar Grützner        |
| Jonathan Small          | Klaus-Peter Kaehler    |
| Mary Morstan            | Angela Stresemann      |
| Mordecai Smith          | Lutz Schnell           |
| Mrs. Burnstowe          | Anne Schermutzki       |
| Mrs. Hudson             | Hannelore Wüst         |
| Mrs. Smith              | Ursula Vogel           |
| Thaddäus Sholto         | Achim Schülke          |
| Thaddäus Sholtos Diener | Ben Hecker             |